# Carlos Teodoro Maximiliano da Baviera
Carlos Teodoro Maximiliano Augusto da Baviera (em alemão:  Karl Theodor Maximilian August von Bayern) (Munique, 7 de julho de 1795 - Tegernsee, 16 de agosto de 1875), foi príncipe da Baviera.

## Biografia

### Família
Carlos era o filho mais novo do rei Maximiliano I José da Baviera e de sua primeira esposa, a princesa Augusta Guilhermina de Hesse-Darmstadt. Seus avós paternos foram o conde palatino Frederico de Zweibrücken-Birkenfeld e Maria Francisca de Sulzbach; enquanto seus avós maternos foram o príncipe Jorge Guilherme de Hesse-Darmstadt e Carlota de Hanau-Lichtenberg.
Perdeu a mãe quando tinha menos de um ano de idade. Seu pai casou-se novamente em 1797, com a princesa Carolina de Baden, com quem teve oito filhos e, em 1805, tornou-se rei da Baviera, como Maximiliano I. Assim, Carlos tornou-se o segundo na linha de sucessão ao trono, precedido por seu irmão mais velho, Luís.
Em 1825, com a morte de seu pai, Luís I foi nomeado para sucedê-lo. O novo rei já tinha três filhos varões com sua esposa, a princesa Teresa de Saxe-Hildburghausen. Com uma remota possibilidade de vir a sentar-se no trono da Baviera, Carlos Teodoro ingressou na carreira militar.

### Casamento e filhos
Casou-se em 1 de outubro de 1823, morganaticamente, com Maria Ana Sofia de Pétin, para quem foi criado o título de Baronesa de Bayrstorff. O casal teve três filhas:
- Carolina Sofia (1816-1889), casada com o o príncipe Adolfo de Gumppenberg.
- Maximiliana Teodora (1823-1885), casada com o conde Augusto de Drechselzu Deufstetten.
- Francisca Sofia (1827-1912), casada com o brasileiro Paulo Martins de Almeida, visconde de Almeida.

Maria Ana morreu em 1838 e Carlos voltou a casar-se em 7 de maio de 1859, também morganaticamente, com Henriette Schoeller. Esse matrimônio não gerou filhos.

### Carreira militar
Ele ingressou no exército já em 1813, sendo nomeado marechal de campo em 1841.
Quando a Confederação Germânica, da qual fazia parte o Reino da Baviera, entrou na guerra contra a Prússia, em 16 de junho de 1865, Luís II da Baviera nomeou seu tio avô comandante supremo do exército bávaro, apesar de Carlos Teodoro já contar com 71 anos. Como estrategista militar foi convocado o general Ludwig van der Tann.
No início da Guerra Austro Prussiana as tropas da Bavária, que formaram o VII Corpo de Combatentes da União, foram enviadas ao norte para unirem-se ao VIII Corpo de Combatentes, formado por tropas de Württemberg, Hesse e Baden. A escolha do idoso Carlos Teodoro e de Van der Tann, que até então só havia realizado tarefas burocráticas no Ministério da Guerra, resultou num grande erro: as tropas austríacas e da União se separaram, permitindo a invasão inimiga a partir do sul.
Sucessivamente, o exército bávaro, reduzido devido aos pesados ataques sofridos anteriormente pelo exército prussiano, recebeu ordens para se juntar ao exército de Hanôver em retirada. Carlos Teodoro, desconhecendo a localização dessas tropas, atrasou o embarque de reforços e o exército bávaro chegou tarde demais para prestar qualquer tipo de socorro.
Em 3 de julho, a Áustria sofre uma dura derrota na Batalha de Königgrätz, enquanto Hanôver assinava a rendição na Batalha de Langensalza. Cientes de que os prussianos marchavam agora contra o exército bávaro, regimentos inteiros de cavalaria fugiram. Em 16 de julho, a Baviera deu início às negociações de paz com a Prússia, concluídas com o Armistício de Nikolsburg, que pôs fim à Guerra Austro Prussiana.

### Morte
Carlos Teodoro morreu em Tegernsee, a 16 de agosto de 1875, aos 80 anos de idade. Seu corpo foi sepultado no Mausoleum da Igreja de Santo Estéfano, em Söcking, distrito da cidade de Starnberg.

## Nota
- Este artigo foi elaborado a partir tradução do artigo Carlo Teodoro di Baviera (1795-1875), da Wikipédia em italiano, que se encontrava nesta versão.